# Rhynchospora rariflora
Rhynchospora rariflora là loài thực vật có hoa trong họ Cói. Loài này được (Michx.) Elliott miêu tả khoa học đầu tiên năm 1816.